# Strada statale 538 Marrucina
La ex strada statale 538 Marrucina (SS 538), ora strada provinciale 218 ex SS 538 - Marrucina (SP 218), è una strada provinciale che collega la località costiera di Ortona con quelle interne di Orsogna e Guardiagrele.

## Percorso
La strada ha origine nel centro abitato di Ortona e prosegue in direzione sud-ovest, costeggiando il ramo Ortona Marina-Crocetta della ferrovia Sangritana. Raggiunge in sequenza i centri abitati di Poggiofiorito e Orsogna, fino ad innestarsi sulla ex strada statale 363 di Guardiagrele nei pressi Melone, frazione dove è situata la stazione di Guardiagrele.
In seguito al decreto legislativo n. 112 del 1998, dal 2001 la gestione è passata dall'ANAS alla Regione Abruzzo che ha provveduto al trasferimento dell'infrastruttura al demanio della Provincia di Chieti.